# Кастельнуово-Кальчеа
Кастельнуово-Кальчеа (італ. Castelnuovo Calcea, п'єм. Castelneuv Brusà) — муніципалітет в Італії, у регіоні П'ємонт,  провінція Асті.
Кастельнуово-Кальчеа розташоване на відстані близько 470 км на північний захід від Рима, 60 км на південний схід від Турина, 14 км на південний схід від Асті.
Населення — 748 осіб (2014).
Щорічний фестиваль відбувається 26 грудня. Покровитель — святий Степан.

## Демографія
Населення за роками:

Станом на 1 січня 2023 року в муніципалітеті офіційно проживало 56 іноземців з 19 країн, серед них 25 громадян країн Євросоюзу.

## Сусідні муніципалітети
- Альяно-Терме
- Моаска
- Момберчеллі
- Монтегроссо-д'Асті
- Ніцца-Монферрато
- Сан-Марцано-Олівето
- Вінкьо